# 거츠 앤드 글로리
거츠 앤드 글로리(Guts and Glory)는 자전거, 오토바이 등의 탈 것을 타고 주행할 코스를 완수하는 게임이다.

## 게임 플레이
- 1레벨부터 시작한다.
- 히어로를 고르고 플레이 한다.
- 다른 사람이 만든 코스도 할 수 있다.

## 플레이 하는 유튜버
- 혜안
- 우주하마